# Jan Koj
Jan Koj, ps. Jan Kajan, Józef Liszka, Zygmunt Ślączka (ur. 29 lipca 1888 w Komornikach w powiecie prudnickim, zm. 6 maja 1948 w Krakowie) – polski polityk, działacz samorządowy, członek Rady Związku Powiatów Rzeczypospolitej Polskiej w 1933 roku, poseł na Sejm IV kadencji w II RP z ramienia Bezpartyjnego Bloku Współpracy z Rządem oraz poseł na Sejm Śląski III i IV kadencji. Po wojnie poseł na Sejm Ustawodawczy oraz prezydent Gliwic w latach 1946-1948.

## Życiorys

### Młodość
W 1902 ukończył ośmioletnią szkołę podstawową w Bielszowicach. Jako Polakowi odmówiono mu nauki w pruskich szkołach średnich, dlatego rozpoczął naukę w gimnazjum Salezjanów w Ivrea we Włoszech, które ukończył w 1909. Następnie uczęszczał do polskiego gimnazjum w Bochni, niemieckich gimnazjów w Cieszynie i Ołomuńcu. W 1913 złożył egzamin dojrzałości i rozpoczął studia teologiczne w seminarium duchownym w Widnawie. W 1914 uzyskał dodatkową immatrykulację na Uniwersytecie Wrocławskim na wydziałach filozofii i teologii katolickiej. W 1916 rozpoczął przymusową służbę wojskową w armii austriackiej, gdzie z racji biegłej znajomości sześciu języków obcych pełnił funkcję tłumacza.

### Kariera zawodowa
Od 1919, po zwolnieniu z armii kontynuował studia na wydziale teologicznym na Uniwersytecie Wrocławskim, będąc już członkiem Polskiej Organizacji Wojskowej Górnego Śląska. Przydzielony do obszaru Powiatowego Komisariatu Plebiscytowego na Powiat i Miasto Katowice, gdzie wypełnianie służbowych obowiązków oznaczało niejednokrotne narażenie życia, objął powierzone mu przez Wojciecha Korfantego stanowisko sekretarza i zastępcy Komisarza Plebiscytowego, a niedługo potem Głównego Komisarza Plebiscytowego na Powiat i Miasto Katowice Polskiego Komisariatu Plebiscytowego.

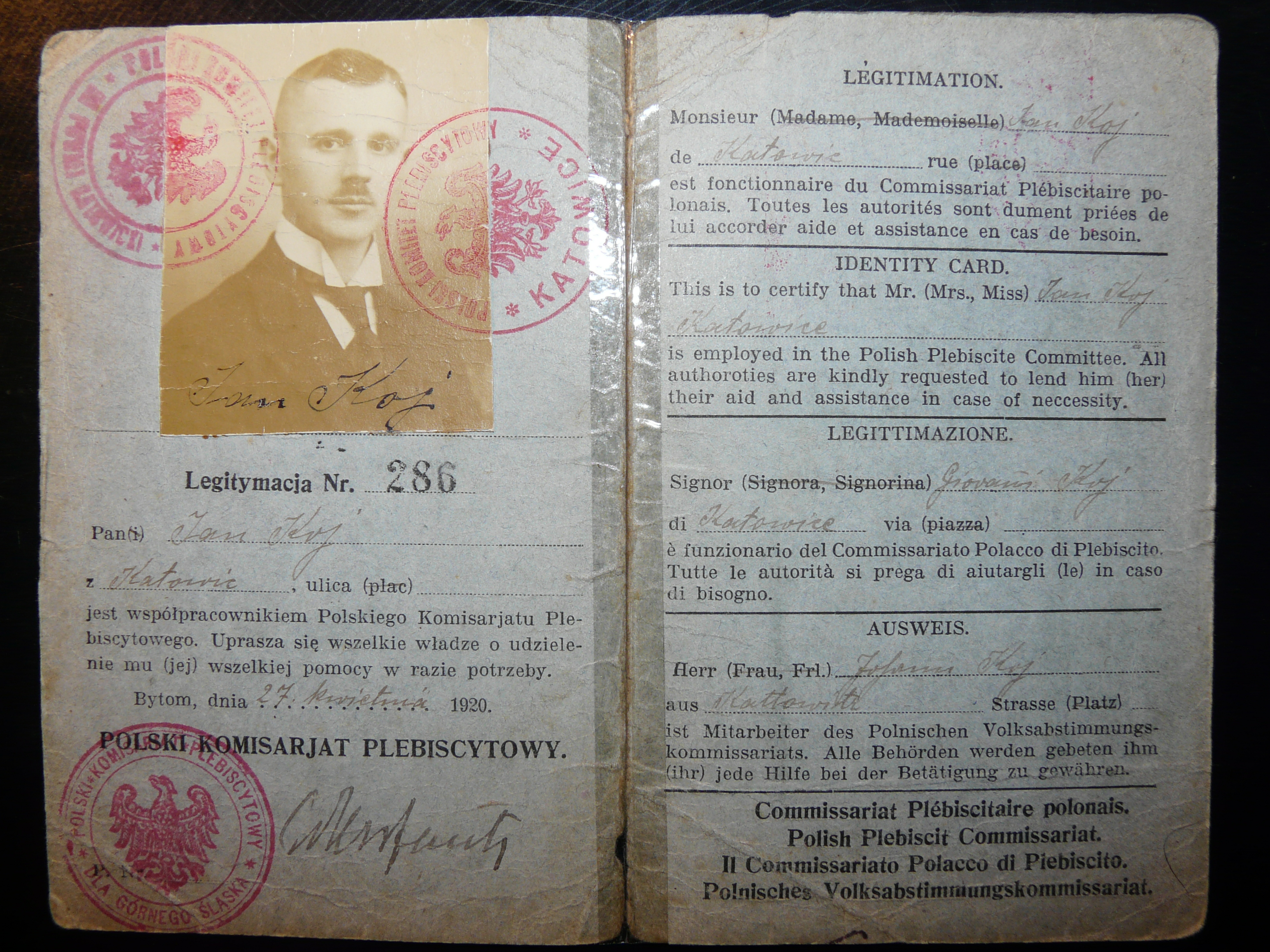
Legitymacja Komisarza Plebiscytowego Jana Koja z podpisem Wojciecha Korfantego

Będąc zaufanym działaczem, miał jako jeden z nielicznych prawo wstępu do biura francuskiego kontrolera wojskowego o każdej porze. 18 sierpnia 1920 wsławił się osobistą obroną siedziby kierowanej przez siebie placówki przed bojówką niemiecką. Ten właśnie atak niemieckich oddziałów na siedzibę Polskiego Komisariatu Plebiscytowego w Katowicach był bezpośrednią przyczyną wybuchu drugiego powstania śląskiego, w którym Koj też brał udział, a także bezpośrednio je przygotowywał, będąc łącznikiem pomiędzy ruchem powstańczym i władzami międzysojuszniczymi. W trzecim powstaniu śląskim, w 1921, Jan Koj walczył w 3 pułku powstańczym Niemczyka. Powierzono mu szczególnie odpowiedzialne zadanie organizowania rad ludowych na zajętych przez powstańców terenach. Po likwidacji trzeciego powstania śląskiego Koj powołany został do służb Naczelnej Rady Ludowej Górnego Śląska na stanowiska zastępcy naczelnika Wydziału Pracy i Opieki Społecznej, a później członka prezydium tego organu. Po utworzeniu w 1922 województwa śląskiego Koj objął w Śląskim Urzędzie Wojewódzkim funkcję szefa biura personalnego. Jednakże już we wrześniu wybrany został burmistrzem miasta Mikołowa. Funkcję tę pełnił z wielokrotnego wyboru, nieprzerwanie do 1 września 1939. W 1928 został członkiem Koła Inteligencji Powiatu Prudnickiego.

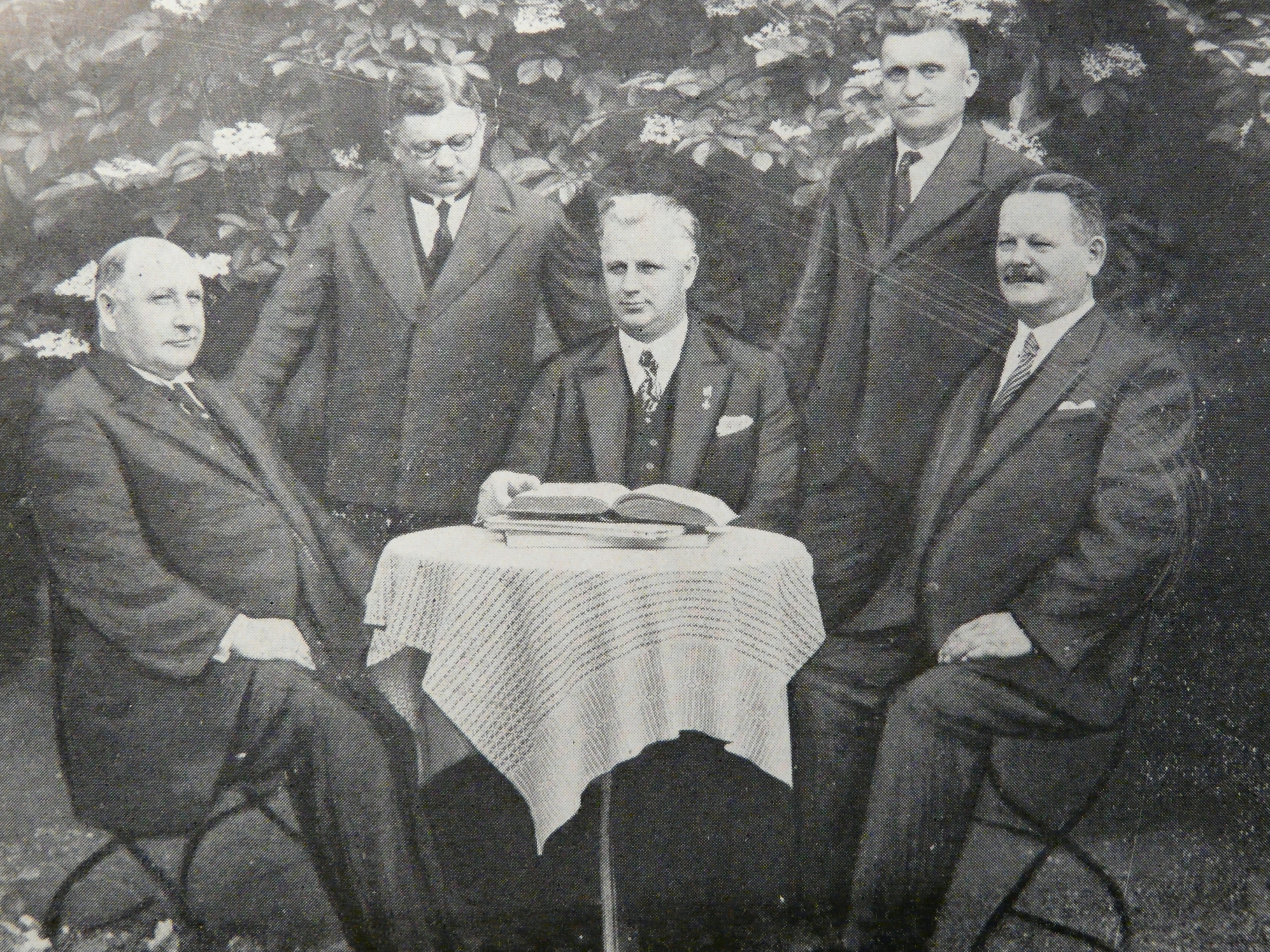
Magistrat Miasta Mikołowa w 1932 – burmistrz Jan Koj – siedzący w środku

Za jego pośrednictwem jako gospodarza miasta powstały dwie szkoły polskie, nowy budynek sądu, budynki administracji i wiele innych. Już w okresie przedwojennym, oprócz pracy samorządowej zaangażował się w propaństwową działalność ogólnopolską, pełniąc w dwóch kadencjach (w latach 1930–1935 oraz 1935–1939) mandat posła do Sejmu Śląskiego oraz w jednej kadencji w latach 1935–1938 mandat posła na Sejm Rzeczypospolitej. Do obu tych organów władzy ustawodawczej wybrany został z listy Narodowo-Chrześcijańskiego Zjednoczenia Pracy. Jako poseł dwóch Sejmów otrzymał miano prekursora polskiego samorządu terytorialnego, tworząc, referując i wprowadzając szereg ustaw samorządowych i gospodarczych kształtujących ówczesny wygląd samorządów terytorialnych w Polsce, w tym także istotną o zniesieniu języka niemieckiego w samorządach, korporacjach i sądownictwie. Cenione są prace Koja w tym zakresie. Będąc specjalistą w sprawach samorządu terytorialnego, piastował również funkcję członka Sądu Administracyjnego w Katowicach.
Niezależnie od pełnionych, wyżej wymienionych funkcji Koj w okresie przedwojennym, jako działacz śląski, był również członkiem następujących urzędów i instytucji użyteczności publicznej: Wydziału Powiatowego w Pszczynie, członkiem Zarządu Gmin Województwa Śląskiego, członkiem zarządu Biura Zjazdów Samorządu Terytorialnego w Warszawie, członkiem Zarządu Związku Straży Pożarnych Rzeczypospolitej Polskie, prezesem Wojewódzkiego Oddziału Związku Straży Pożarnej Rzeczypospolitej Polskiej w Katowicach oraz prezesem Ochotniczej Straży Pożarnej w Mikołowie. Pełnił także w różnych organizacjach społecznych wiele funkcji takich jak: członka kierownictwa Komitetu Uchodźców Śląskich we Lwowie, członka zarządu Centralnego Związku Akademików Górnoślązaków, członka kierownictwa koła Przyjaciół Nauki i Sztuki, inspektora Bractwa Kurkowego, członka zarządu Ligi Obrony Powietrznej i Przeciwgazowej i wielu innych.
Jako czołowy działacz i polityk Rzeczypospolitej Polskiej, a także organizator i uczestnik powstań śląskich (a więc bojownik walki z wojskami niemieckimi), z chwilą rozpoczęcia II wojny światowej zmuszony był uchodzić z kraju. Chcąc pozostać nierozpoznanym w celu możliwości prowadzenia działalności na rzecz Polski, zatrudniony został jako pielęgniarz w Klinice Ortopedii Uniwersytetu Lwowskiego u prof. Grucy, a później jako woźny w Instytucie Medycyny. Uczestniczył także w wykładach z bakteriologii i został współpracownikiem i asystentem w Instytucie prof. Weigla.
Ukrywając się we Lwowie pod pseudonimami Jan Kajan, Józef Liszka, czy Zygmunt Ślączka, był czołowym działaczem konspiracyjnym, pełniąc funkcję jednego z pięciu członków Rady Ludowej Województwa Lwowskiego, organizując ruch oporu, prowadząc działalność propolską oraz jednocząc polskich obywateli na przejętych przez ZSRR terenach. W kwietniu 1944, częściowo zdekonspirowany, zmuszony był uchodzić do Częstochowy, a niedługo później do Radomia, gdzie pod fałszywymi nazwiskami pełnił funkcję syndyka firmy obuwniczej BATA. Tam doczekał końca wojny, jednak jeszcze przed całkowitym jej końcem, w lutym 1945 powołany został do ekipy pełnomocnika rządu generała Aleksandra Zawadzkiego, z zadaniem przygotowania kadry urzędniczej do przejęcia administracji na wyzwalanych sukcesywnie terenach.

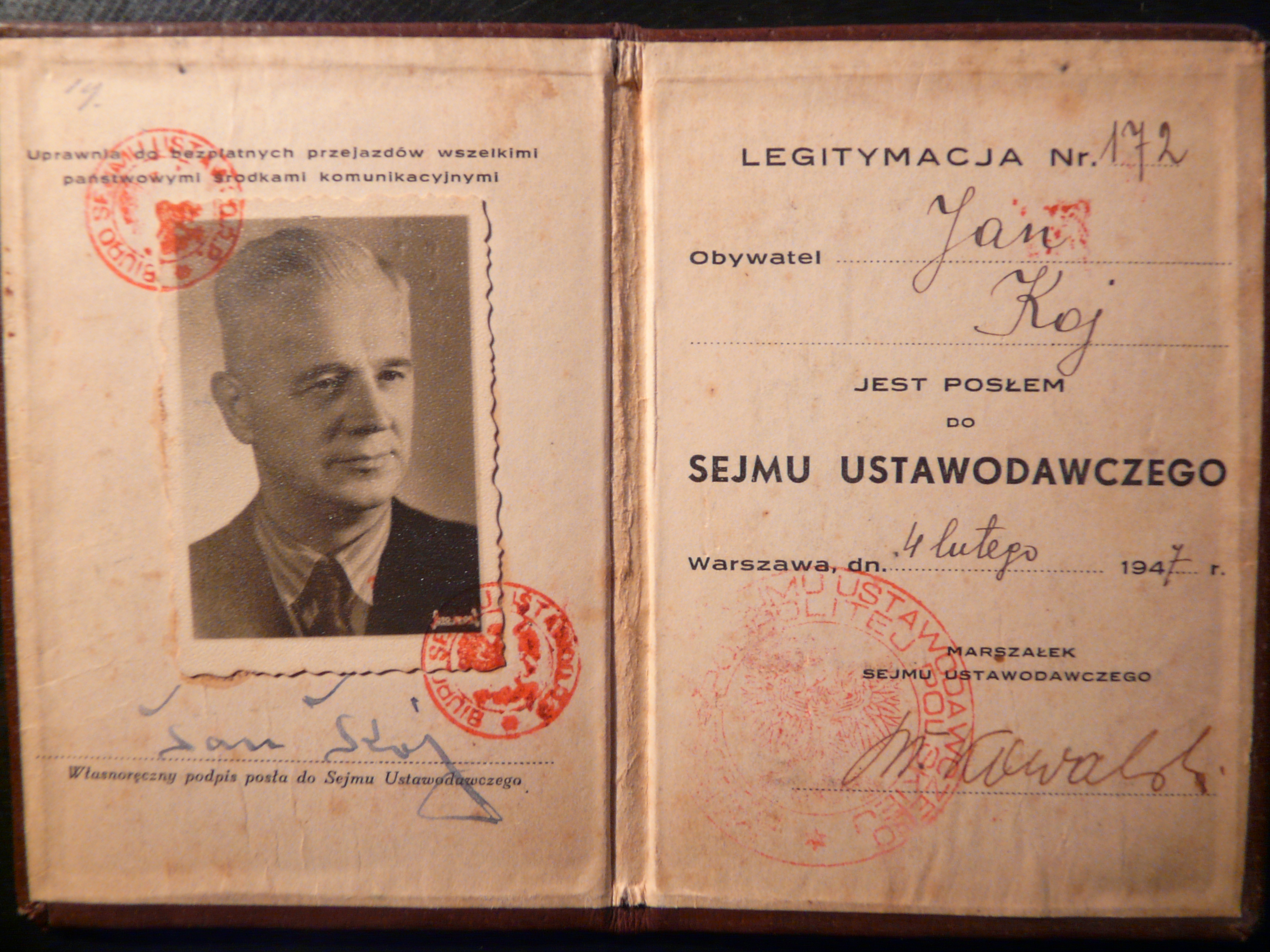
Legitymacja posła do Sejmu Ustawodawczego (1947–1952)

11 maja 1945 przybył do Nysy i tego samego dnia objął stanowisko prezydenta miasta. Tylko w czasie swego półrocznego urzędowania rozbudował administrację miejską, uruchomił najbardziej znaczące miejskie sieci komunalne, takie jak wodociągi, kanalizację, elektryczność i gaz. Rozpoczął także akcje odgruzowywania zniszczonego doszczętnie przez wojnę miasta, a także opanował swoimi działaniami epidemię duru brzusznego. 15 października 1945 został odwołany z zajmowanego stanowiska, a wkrótce powołany na wiceprezydenta miasta Gliwic. 4 października 1946 wybrany został na prezydenta miasta Gliwic. W wyborach do Sejmu Ustawodawczego Rzeczypospolitej Polskiej w lutym 1947, jako bezpartyjny, otrzymał również mandat posła Sejmu Ustawodawczego RP, piastując jednocześnie funkcję prezydenta miasta Gliwic.
Od początku wypełniania mandatu posła tego Sejmu, jako przedwojenny prawicowy polityk, silnie zaangażował się w prace nad samorządowymi i gospodarczymi ustawami określającymi system powoływania przedwojennych państwowych podziałów samorządowych i terytorialnych. Spotykał się jednak z ogromnymi przeciwnościami wobec swoich koncepcji ze strony działaczy komunistycznych, pragnących podporządkowania całego systemu Radzie Państwa i późniejszemu Komitetowi Centralnemu.

### Śmierć
6 maja 1948, wyczerpany nieustannymi atakami na swoją osobę ze strony komunistów, zmarł w klinice w Krakowie.
Oficjalna wersja zgonu określona była na zawał serca, spowodowany przepracowaniem i zmęczeniem psychicznym organizmu przez pięcioletnią konspirację wojenną.
Osoba Jana Koja często wymieniana jest w pozytywnym kontekście w książkach historycznych.

## Ordery i odznaczenia
- Krzyż Kawalerski Orderu Odrodzenia Polski (30 kwietnia 1925)[3]
- Złoty Krzyż Zasługi (28 grudnia 1936)[4]
- Medal Niepodległości (9 listopada 1931)[5]
- Krzyż na Śląskiej Wstędze Waleczności i Zasługi I i II klasy
- Śląski Krzyż Powstańczy
- Medal Zwycięstwa i Wolności 1945
- Medal Pamiątkowy za Wojnę 1918–1921
- Srebrny Medal Za Długoletnią Służbę
- Złoty Medal „Za Zasługi dla Pożarnictwa”
- Złota Odznaka Honorowa Ligi Obrony Powietrznej i Przeciwgazowej I stopnia[6]
- Miecze Hallerowskie
- Gwiazda Górnośląska
- Odznaka Grunwaldzka
- Honorowa Odznaka Plebiscytowa